# Zbigniew Wolak (ksiądz)
Zbigniew Wolak (ur. 2 grudnia 1957 w Dębicy) – polski duchowny rzymskokatolicki, doktor habilitowany filozofii, profesor nadzwyczajny Uniwersytetu Papieskiego Jana Pawła II w Krakowie, wykładowca Wydziału Teologicznego Sekcja w Tarnowie.

## Życiorys
Pochodzi z parafii św. Jadwigi w Dębicy. W 1976 zdał maturę i wstąpił do Wyższego Seminarium Duchownego w Tarnowie. Po ukończeniu tam studiów filozoficzno-teologicznych otrzymał święcenia kapłańskie 23 maja 1982 r. z rąk bpa Jerzego Ablewicza. W latach 1987–1993 odbył studia filozoficzne na Papieskiej Akademii Teologicznej w Krakowie (w 1991 roku uzyskał magisterium i licencjat z filozofii). Studia zakończył obroną rozprawy doktorskiej pt. Neotomizm a szkoła Lwowsko-Warszawska (analiza wzajemnych oddziaływań) napisanej pod kierunkiem ks. prof. Michała Hellera. Od 1993 roku jest wykładowcą na Wydziale Teologicznym Papieskiej Akademii Teologicznej, obecnie Uniwersytetu Papieskiego Jana Pawła II w Krakowie Sekcja w Tarnowie. W 2006 r. uzyskał habilitację z filozofii na Wydziale Filozoficznym Uniwersytetu Jana Pawła II w Krakowie na podstawie rozprawy pt. Koncepcje analogii w Kole Krakowskim. Również od 2006 roku jest wykładowcą na Wydziale Filozoficznym Uniwersytetu Jana Pawła II w Krakowie oraz w Instytucie Humanistycznym Państwowej Wyższej Szkoły Zawodowej w Tarnowie.
Ks. Wolak zajmuje się logiką i filozofią, głównie filozofią logiczną. Interesuje go także filozofia przyrody i filozofia nauki.
W 2021 otrzymał godność kanonika honorowego kapituły wojnickiej.

## Wybrane publikacje
- Koncepcje analogii w Kole Krakowskim, Tarnów 2005
- Logika i metafilozofia, Tarnów-Kraków 1995
- Neotomizm a Szkoła Lwowsko-Warszawska, Kraków 1993[3]